# Khobar
 (avril 2023).
Si vous disposez d'ouvrages ou d'articles de référence ou si vous connaissez des sites web de qualité traitant du thème abordé ici, merci de compléter l'article en donnant les références utiles à sa vérifiabilité et en les liant à la section « Notes et références ».
Khobar (écrit aussi al-Khobar ou al-Khubar ; en arabe : الخبر) est une ville d'environ 500 000 habitants située dans la province orientale du royaume d'Arabie saoudite, à proximité de la métropole de Dammam. Autrefois peuplée par des pêcheurs Al Dawasir, la ville s'industrialise avec la découverte du pétrole dans les années 1930. L'entreprise Saudi Aramco reste l'un des principaux employeurs locaux. La population expatriée occidentale est logée à l'intérieur de quartiers sécurisés (compounds). La ville est également le point de départ de la chaussée du roi Fahd, le pont qui relie l'Arabie saoudite au Bahreïn.

## Histoire et géographie
Auparavant, Khobar était un petit port sur le golfe Persique, un village de pêcheurs habité principalement par des membres de la tribu Al Dawasir. Avec la découverte de pétrole dans les années 1930, il a été transformé en centre commerçant majeur et, en second lieu, en port industriel. Traditionnellement, Khobar a été une ville de commerçants et négociants.
La ville est élevée au rang de municipalité en 1942. Elle fait partie, avec Dhahran et le port de Ras Tanura, de la grande zone métropolitaine de Dammam.
Khobar a été le lieu de l'attentat des tours de Khobar en 1996, dont les victimes furent des personnels de l'armée américaine, et le 29 mai 2004, de l'attaque terroriste sur le compound (quartier sécurisé d'expatriés) OASIS où une vingtaine de personnes ont trouvé la mort.

## Population
Sa population est de 456 000 habitants (recensement de 2007).
Les résidents de la zone du centre-ville sont principalement les Saoudiens et ressortissants non-occidentaux tels que des Indiens, Pakistanais, Bengalis et Philippins. 
Les travailleurs expatriés européens et américains non employés par Saudi Aramco vivent en général dans des quartiers sécurisés d'expatriés, ou compounds, dispersés dans la grande zone Khobar-Dammam, entourés par des clôtures ou des murs et protégés par des portes de sécurité. À l’intérieur, un plus grand degré de liberté culturelle est possible qu'en dehors des murs, dans le centre urbain principal. Quelques sociétés importantes étrangères, comme British Aerospace ont maintenu leurs propres enceintes pour loger et attirer leurs employés. En raison du confort et d’une plus grande liberté trouvés dans ces espaces protégés, ils ont attiré un large éventail de personnels de diverses nationalités possédant les moyens d'acheter ce style de vie, y compris quelques familles saoudiennes.[réf. nécessaire]

## Économie
Un grand nombre de résidents de Khobar travaillent directement ou indirectement pour Saudi Aramco, la plus importante compagnie pétrolière mondiale, à proximité de Dhahran. 

## Infrastructures
La ville revendique aujourd'hui de nombreuses rues piétonnes et boulevards modernes avec des magasins de marques internationalement reconnues, des restaurants et cafés.
Khobar a transformé et étendu les quais le long du golfe à la manière des corniches de Beyrouth avec des parcs, restaurants et plages familiales.
La chaussée du roi Fahd, une succession de ponts entre des îles artificielles, d'une longueur de 25 kilomètres, relie la péninsule arabique au royaume insulaire de Bahreïn, part de Khobar. Auparavant Bahreïn était accessible uniquement par avion ou bateau.
La ville est desservie par l'aéroport international du roi Fahd.

## Culture
La ville possédait[Quand ?] un modèle de la navette spatiale Discovery pour commémorer le vol spatial du premier Saoudien dans l’espace (sur STS-51-G), le sultan Salman Al-Saud.
La ville héberge le Science & Technology Museum sur Corniche Road (Méridien Hotel).

## Consulat
La France a ouvert en 2010 un consulat honoraire à Al-Khobar .